# X-Men (série télévisée d'animation)
Pour les articles homonymes, voir X-Men (homonymie).
Iron Man
X-Men (X-Men: The Animated Series) est une série télévisée d'animation américano-canadienne en 76 épisodes de 22 minutes, inspirée par les comics X-Men créés par Stan Lee et Jack Kirby en 1963. La série a été diffusée entre le 31 octobre 1992 et le 20 septembre 1997 dans le bloc de programmation Fox Kids. La série lance la continuité Marvel Animated Universe (MAU). Une suite nommée X-Men ’97 sort en 2024 sur Disney+.

## Synopsis
Les mutants sont rejetés par la société et doivent ainsi vivre dans la clandestinité. Le professeur Charles Xavier, également mutant, décide alors de créer une école pour mutants, où ils pourront mener une « vie » normale tout en développant et maitrisant leurs pouvoirs. Charles Xavier se heurte cependant à la population et à des groupes extrémistes, mais également à d'autres mutants qui veulent combattre les humains.

## Fiche technique
- Titre original : X-Men
- Titre français : X-Men
- Réalisation : Larry Houston, Fred Miller, Richard Bowman
- Décors : John Petrovitz, Shannon Denton
- Montage : Sharon Janis et John C. Walts
- Musique : Shuki Levy (1992-1996), Kussa Manchi (1994-1996) et Ron Wasserman (compositeur du thème principal et de la musique de 2 épisodes)
- Production : Avi Arad, Stan Lee
- Sociétés de production : Saban Entertainment, Marvel Entertainment, Marvel Productions, Genesis Entertainment, Graz Entertainment

## Personnages

### Les X-Men
- Charles Xavier / Professeur X
- Logan/Serval / Wolverine
- Ororo Munroe / Tornade
- Scott Summers / Cyclope
- Jean Grey
- Hank McCoy / Le Fauve
- Malicia
- Jubilation Lee / Jubilé
- Remy LeBeau / Gambit
- Kevin Sydney / Morph

### Ennemis
- Sentinelles
- Henry Gyrich (en)
- Bolivar Trask
- Victor Creed / Dents-de-Sabre
- Erik Magnus / Magnéto

## Voix

### Voix originales
Sauf indication contraire, les informations mentionnées dans cette section peuvent être confirmées par la base de données cinématographiques IMDb,  présente dans la section « Liens externes ».
- Cedric Smith : Charles Xavier et Red Skull
- Norm Spencer (en) : Scott Summers / Cyclops[2]
- Catherine Disher : Jean Grey[2]
- Iona Morris (saison 1) puis Alison Sealy-Smith : Ororo Munroe / Storm[2]
- Cal Dodd (en) : James « Logan » Howlett / Wolverine[3]
- Chris Potter puis Tony Daniels : Remy LeBeau / Gambit[2]
- David Hemblen (en) : Erik « Magnus » Lensherr / Magnéto[2]
- Lenore Zann : Anna-Marie Raven / Rogue[3]
- George Buza (en) : Henry « Hank » McCoy / Beast[3]
- Alyson Court : Jubilation Lee / Jubilee[2]
- Christopher Britton (en) : Nathaniel Essex / Mister Sinister[4]
- Philip Akin : Lucas Bishop[2]
- Dennis Akayama : Bobby Drake / Iceman et Silver Samourai
- Melissa Sue Anderson : Snowbird
- Harvey Atkin : Dr. Walter Langkowski / Sasquatch
- Lawrence Bayne : Cable, Erik the Red, Fabian Cortez et Captain America
- Nigel Bennett : Mastermind

### Voix françaises
- François Chaumette : Professeur Xavier (1er voix), Mr Sinistre (1er voix) et Cable (1er voix)
- Luc Bernard : Cyclope, le Fléau, Sauron, Pyro, Morph (2e voix), Diablo (1er voix), Bishop (3e voix) et Apocalypse (saison 4)
- Jean Barney : Serval, Mr Sinistre, Forge
- Bernard Tiphaine : Fauve, Magneto (voix principale), Apocalypse (voix principale, saisons 1 et 5), Dents de Sabre (1er voix), Cable (2e voix) et Graydon Creed
- Francine Lainé : Malicia, Phoenix/Jean Grey (dernière voix) et Shard
- Antoine Nouel : Gambit, Apocalypse (1er voix, saison 2), Dents de Sabre (2e voix), D'Ken et Mojo (1er voix)
- Rafaèle Moutier : Jubilee (1re voix), Jean Grey (période Phoenix noir), Mystique, Moira McTaggert et Lilandra (2e voix)
- Claude Chantal : Tornade (1re voix), Lilandra (1re voix) et Ms Marvel
- Élisabeth Fargeot : Tornade (2e voix), Jubilee (2e voix), Psylocke, Emma Frost et Lilandra (3e voix)
- Henri Courseaux : Professeur Xavier (2e voix), Diablo et Mojo (2e voix), Cyclope (voix de remplacement), Archange (épisodes 57 à 59)
- Julie Turin : Jubilee (dernière voix)
- Patrick Poivey : Colossus (1er voix), Angel (1er voix) et Avalanche (1er voix)
- Francis Lax : Bishop (1er voix) et Magneto (voix de remplacement, épisode 13)
- Jean-François Kopf : Magneto (1er voix)
- Sady Rebbot : Morph (épisodes 1 et 2)
- Pascal Renwick : le père de Jubilee, Sentinelles et le sénateur Kelly (épisodes 1 et 2)
- Michel Leroyer : Vindicator et Bishop (2e voix)
- Antoine Tomé : Apocalypse (2e voix, saison 3), Fabian Cortez (1er voix) et Corsaire (voix 2)
- Emmanuel Karsen : Corsaire (1er voix)
- Michel Dodane : Fabian Cortez (2e voix), Joe MacTaggert et Captain America
- Damien Boisseau : Longshot (1er voix)
- Guillaume Lebon : Longshot (2e voix)
- Luc Boulad : Fitzroy
- Patrice Dozier : Henry Peter Gyrich (dernier épisode uniquement)
- Blanche Ravalec : Moira MacTaggert (voix de remplacement, épisode 51)

## Production
Présidente et directrice général de Marvel Productions entre 1984 et 1990, Margaret Loesch (en) souhaite adapter les comics X-Men. En 1989, elle finance un pilote intitulé X-Men: Pryde of the X-Men (en), auquel participent notamment Larry Houston, Will Meugniot (en) et Rick Hoberg.
Devenue directrice générale de Fox Kids en 1990, elle parvient à lancer ce qui deviendra la série animée X-Men.
Cette série est l'une des premières adaptations d'un comics Marvel dans les années 1990. Cette série d'animation est très proche et fidèle de l’œuvre originelle de Jack Kirby et Stan Lee.

## Épisodes
Sauf indication contraire, les informations mentionnées dans cette section peuvent être confirmées par la base de données cinématographiques IMDb,  présente dans la section « Liens externes ».
La série, qui est diffusée entre 1992 et 1997, est constituée de 76 épisodes répartis en 5 saisons.
| Saison | Épisodes | Diffusion        | Diffusion         |
| Saison | Épisodes | Premier épisode  | Dernier épisode   |
| 1      | 13       | 31 octobre 1992  | 27 mars 1993      |
| 2      | 13       | 23 octobre 1993  | 19 février 1994   |
| 3      | 19       | 29 juillet 1994  | 5 octobre 1995    |
| 4      | 21       | 6 mai 1995       | 26 octobre 1996   |
| 5      | 10       | 7 septembre 1996 | 20 septembre 1997 |

## Diffusion en France
En France, la série est diffusée :
- en 1995 : sur Canal+ puis France 2
- en 2021 : sur la plateforme Disney+.

En 2021, seules les deux premières saisons sont disponibles sur Disney+ en France. Les saisons 3, 4 et 5 sont ajoutées le 6 mars 2024, deux semaines avant le lancement de X-Men '97.

## Univers étendu et adaptations

### Comics
X-Men Adventures est une série de comics dérivés inspirée de la série télévisée. Publiée dès novembre 1992, elle reprend l'intrigue des trois premières saisons de la série. En avril 1996, les comics sont rebaptisés Adventures of the X-Men et contiennent désormais des intrigues inédites. Ces comics s'arrêtent en mars 1997, peu de temps après la fin de la série télévisée par la FOX.[réf. nécessaire]
Publications
- X-Men Adventures vol. 1 (1992–1994) (15 numéros)[8]
- X-Men Adventures vol. 2 (1994–1995) (13 numéros)[9]
- X-Men Adventures vol. 3 (1995–1996) (13 numéros)[10]
- Adventures of the X-Men (1996–1997) (12 numéros)[11]

### Jeux vidéo
Plusieurs jeux vidéo s'inspirent des X-Men et notamment de l'esthétique de la série d'animation
- 1993 : X-Men
- 1994 : X-Men: Mutant Apocalypse
- 1996 : X-Men Cartoon Maker

Capcom édite également la série de jeux vidéo Marvel vs. Capcom, où les X-Men reprennent souvent le style et les voix de la série télévisée : 
- 1994 : X-Men: Children of the Atom
- 1995 : Marvel Super Heroes
- 1996 : X-Men vs. Street Fighter
- 1997 : Marvel Super Heroes vs. Street Fighter
- 1998 : Marvel vs. Capcom: Clash of Super Heroes
- 2000 : Marvel vs. Capcom 2: New Age of Heroes
- 2011 : Marvel vs. Capcom 3: Fate of Two Worlds
- 2011 : Ultimate Marvel vs. Capcom 3

### Crossovers
Plusieurs personnages apparaissent dans la série Spider-Man de 1994.

### X-Men ’97
En 2019, les membres de l'équipe responsable de la série ont déclaré qu'ils allaient approcher Disney pour faire revenir la série. Brad Winderbaum, responsable du streaming, de la télévision et de l’animation chez Marvel Studios, a déclaré que plusieurs cinéastes qui avaient rencontré Marvel Studios par le passé avaient cité la série comme une « pierre de touche ». À la fin de l’année 2020, Beau DeMayo, scénariste pour la future série Marvel Moon Knight (2022) de Marvel Studios, a été approché pour présenter un abrégé pour le développement d'une suite de la série de 1992. Une suite est officiellement annoncée en novembre 2021 et est prévu comme étant une continuation de la série d'origine. La série, intitulée X-Men ’97, débute le 20 mars 2024.